# مرورگر یاندکس
مرورگر یاندکس (به انگلیسی: Yandex Browser) مرورگر امن و حرفه‌ای با کاربری آسان خصوصاً برای جستجو و گشت و گذار در اینترنت می‌باشد. مرورگر یاندکس از همان موتوری استفاده می‌کند که گوگل کروم و سافاری برای خود استفاده می‌کنند، یعنی طرح موتور جستجوی وب‌کیت، و نتایج بر پایه منابع آزاد و در دسترس ارائه می‌شود. این مرورگر نه تنها سرعت جستجوی بالایی را برای شما تضمین می‌نماید بلکه با استفاده از سیستم توربو که در اختیار دارد، زمانی که اتصال شبکه اینترنتی شما ضعیف است، فعال شده و کار خواهد کرد، و البته توانایی این را دارد که در مورد سایت‌های مضر که امکان به خطر انداختن امنیت ویندوز شما را دارند، اخطار دهد و فایل‌های بارگذاری شده را با کسپراسکای چک کرده و ویروس‌یابی نماید.